# Vladislav II. Valašský
Vladislav II. Valašský, Vladislav II. Dan nebo Vladislav II. († 22. červenec 1456) byl kníže Valašského knížectví. Na trůn se dostal za pomoci sedmihradského vévody Jana Hunyadiho, jeho okolnosti jsou však neznámé. Přestože byl vazalem Uherska a Jana Hunyadiho a měli spolu bojovat v druhé bitvě na Kosově poli proti Osmanské říši a Muradovi II., tak se mu tuto bitvu s jeho pomocí nepodařilo vyhrát a spolu s Janem Huňady padl do srbského zajetí.
Dne 22. července 1456 ho v boji muže proti muži zabil Vlad III., ačkoli na náhrobním kameni má napsané datum 22. srpen 1456.